# Брыжейка
Брыже́йка (от бры́жи, что от пол. bryże, от средневерхненем. bris(e) — «кайма»); лат. mesenterium) — орган пищеварительной системы человека и животных, посредством которого полые органы брюшной полости прикреплены к задней стенке живота. Задний край брыжейки, прикрепляющийся к стенке живота, составляет корень брыжейки размером до 15—17 см.
Брыжейка представляет собой удвоенный листок брюшины (тонкой плёнки, покрывающей все органы брюшной полости), в которой заключены кровеносные сосуды кишечника, лимфатические узлы и нервные сплетения. Брыжейка объединяет совместно все петли кишечника и обеспечивает их прикрепление к задней стенке брюшной полости, также предотвращая их перекручивание между собой.
О брыжейке писал уже Леонардо да Винчи, но принято было считать, что орган это неполноценный. До недавнего времени медицина полагала, что это всего лишь дупликатура брюшины, посредством которой полые органы крепятся к задней стенке живота. Однако последние исследования показали, что брыжейка является полноценным единым и неделимым органом, со свойственными каждому органу физиологическими функциями и спектром патологических процессов. Открытие совершили исследователи из ирландского Университета Лимерика Кэлвин Коффи и Питер О’Лири. Результаты их работы опубликованы в ноябре 2016 года в одном из самых авторитетных медицинских журналов The Lancet. По состоянию на 2017 год информация о брыжейке как о едином органе появилась в популярном учебнике по анатомии Грея в разделе по строению пищеварительной системы. Учёные считают, что новая классификация этого органа позволит по-новому взглянуть на некоторые брюшные заболевания и стандартизировать многие операции и снизить их травмы. Результатом станет меньшее количество осложнений и более быстрое восстановление пациентов после операции.
Функции брыжейки:
- фиксирующая;
- кровоснабжение и лимфоотток;
- обеспечение иннервации органов.